# Coptops intermissa
Coptops intermissa är en skalbaggsart som beskrevs av Francis Polkinghorne Pascoe 1883. Coptops intermissa ingår i släktet Coptops och familjen långhorningar. Inga underarter finns listade i Catalogue of Life.